# Luis Corvalán

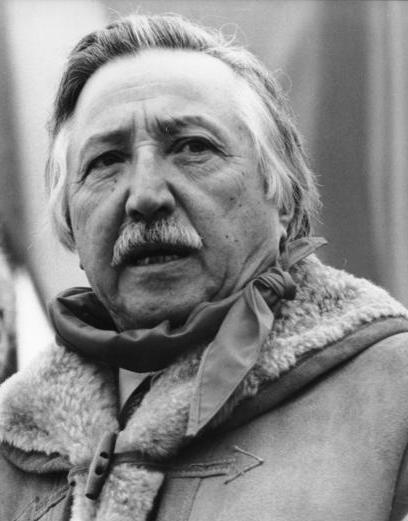
Luis Corvalán, 1977.

Luis Alberto Corvalán Lepe, född 14 september 1916 i Puerto Montt, död 21 juli 2010 i Santiago de Chile, var en chilensk politiker. Han var generalsekreterare för Chiles kommunistiska parti (PCCh) 1958–1989, och en av de mest välkända politiska fångarna i landet efter Pinochets militärkupp 1973.

## Biografi
Corvalán studerade i Tomé och tog lärarexamen i Chillán 1934. 1932 anslöt han sig till Chiles kommunistiska parti (PCCh), och arbetade som journalist för olika kommunistiska tidningar. 
PCCh förbjöds av Gabriel González Videlas regim 1948, och Corvalán sattes då i koncentrationsläger, först i Pitrufquén och efter 1956 i Pisagua. 1950 valdes han in i partiets centralkommitté. 1958 blev partiet åter lagligt, och samma år valdes han till dess generalsekreterare. Från 1961 tjänstgjorde han flera gånger som senator i olika chilenska provinser. Under Corválans ledning stärktes partiets inflytande: vid 1970-talets början fick partiet närmare 20 % av rösterna, och ingick i den av Salvador Allende ledda koalitionen Unidad Popular. Flera framstående kulturpersonligheter hade också anslutit sig till partiet, däribland poeten Pablo Neruda och musikerna Victor Jara och Violeta Parra.
Efter att Augusto Pinochet, med stöd från USA:s underrättelsetjänst CIA, tagit makten i Chile i en militärkupp 1973 arresterades Corvalán och fängslades i koncentrationslägret Ritoque på Isla Dawson. En internationell kampanj för hans frigivning organiserades, vilken resulterade i att han frigavs den 18 december 1976 och utväxlades mot den sovjetiske dissidenten Vladimir Bukovskij i Zürich. Första gången utväxlingen officiellt nämndes var i en samtidig deklaration från Sacharovkommittén i Danmark och av Sacharov själv i Moskva på en presskonferens 1976.  Den franske kommunistledaren George Marchais kritiserade utväxlingen. Han betraktade det som osmakligt att ”ett socialistiskt och ett fascistiskt land köpslår om två mäns öde när dessa män fängslats för att ha utövat sina oförytterliga rättigheter”.  Därefter fick han asyl i Moskva. I exil fortsatte han att verka för demokratins återupprättande i sitt hemland, samt sitt arbete som generalsekreterare för PCCh. 1980 började partiet, efter mycket intern kritik mot ledningens passiva agerande innan kuppen, förespråka väpnad kamp mot Pinochets diktatur. Detta ledde till grundandet av den väpnade organisationen Frente Patriótico Manuel Rodríguez, som genomförde ett misslyckat attentat mot Pinochet 1986.
1983 återvände Corvalán i hemlighet till Chile med ett colombianskt pass, och 1985 reste han tillbaka till Sovjetunionen för att få sjukvård; efter att Pinochet tvingats bort från makten 1988 kunde Corvalán slutligen återvända till landet ur sin exil. Därefter deltog han aktivt i arbetet med återinförandet av demokrati i Chile och gav ut ett antal böcker. Han satt också i PCChs centralkommitté fram till sin död i sviterna av en lunginflammation 2010, 93 år gammal.
Under sin tid i fängelset efter militärkuppen mottog Corvalán Lenins fredspris, och 1976 tilldelades han Karl-Marx-Orden, Östtysklands förnämsta ordensutmärkelse. Han var gift med Lily Castillo Riquelme från 1946 till sin död. Parets son, Luis Alberto Corvalán, satt också i koncentrationsläger under militärdiktaturen och avled 1975 av de skador han fått då han blivit torterad. Paret fick också tre döttrar: María Victoria, Viviana och Lily.